# Libertad religiosa en Pakistán
Pakistán es un estado de Asia, oficialmente islámico. Se trata de un país multicultural y multiétnico. Con todo, la mayoría de la población profesa el islam en su variante suní. Según el World Factbook publicado por la CIA, el 96,4% de la población profesa el islam, de los que alrededor del 80 son sunnies, y del 10 al 15 por ciento son chiíes.
Son muchos los reportes de graves limitaciones a la libertad religiosa en Pakistán. Por ejemplo el Departamento de Estado de Estados Unidos incluye a este país en su lista negra de países que violan la libertad religiosa. Particular preocupación internacional se da por la ley de blasfemia, considerándose la mayor fuente de discriminación de los no musulmanes. Con el nombre de «Ley de la Blasfemia,» se hace referencia a un entramado normativo, por el que se puede perseguir judicialmente a cualquiera que hable mal del Islam, el Corán o sus símbolos. Estas leyes permiten que un musulmán acuse a cualquier persona sin tener que demostrar ni justificar lo que dice «porque habría que volver a blasfemar», simplemente apoyándose en que el denunciante «es un buen musulmán».
En la década de 2010 se hizo conocido el caso de Asia Bibí, una cristiana que fue acusada por estas leyes.

## Influencia por posición geográfica
Pakistán se ubica al sur del continente asiático y colinda al norte con Tayikistán, al noroeste con Afganistán, al noreste con China, al este con la India, al oeste con Irán y al sur con el océano Índico. Lo que ocurra en los países fronterizos también afecta al mismo, tanto por el movimiento migratorio como por la inseguridad que pueda aportar. 
En 2021, los talibanes tomaron Kabul, Afganistán. La atención mediática se centró en este país vecino. No obstante, desde Pakistán la inseguridad volvió con la amenaza de ataques terroristas por parte de los talibanes. En las iglesias se reforzó la vigilancia y la protección armada, especialmente en los servicios dominicales, tras una reunión de líderes católicos y protestantes.
MARCO LEGAL SOBRE LIBERTAD RELIGIOSA Y SU APLICACIÓN EFECTIVA
Pakistán fue fundada en la época de la partición de la India británica en 1947. No fue hasta mucho después cuando se empezó a reivindicar su carácter más fervientemente islámico, a medida que se fue adoptando una orientación claramente islámica bajo la dictadura del general Zia ul Haq, en el poder entre 1977 y 1988. La consecuencia fue que la ley islámica (sharía) empezó a representar un papel más importante en el sistema legal pakistaní.
La población es casi por completo musulmana, mayoritariamente suní (entre el 85 y el 90%). Los chiíes suponen en torno al 10-15%. Las minorías religiosas, fundamentalmente cristianos, hindúes y ahmadíes, además de algunos bahaíes, sijes, parsis, y una menguante comunidad judía, constituyen solo el 3,6%[1]. Los principales grupos étnicos son (en porcentajes): punyabíes (44,7), pastunes (15,4), sindíes (14,1) saraikíes (8,4), mojayires (7,6), baluchis (3,6) y otros (6,3)[2].
Pakistán es signatario de la Declaración Universal de los Derechos Humanos de 1948 y ratificó el Pacto Internacional de Derechos Civiles y Políticos en 2010. Por lo tanto, conforme al artículo 18, está obligado a garantizar la libertad de pensamiento, conciencia y religión de su pueblo[3].
Aunque el artículo 2 de la Constitución pakistaní de 1973[4] (modificada en varias ocasiones, la última en 2015) establece que «la religión de Estado de Pakistán será el islam», el mismo documento también garantiza con total claridad los derechos de las minorías religiosas. De hecho, en el preámbulo, afirma que «se adoptarán las disposiciones adecuadas para que las minorías profesen y practiquen libremente sus religiones y desarrollen sus culturas». El artículo 20 (a, b) reconoce que «todo ciudadano tendrá derecho a profesar, practicar y difundir su religión», y que toda confesión religiosa «tiene derecho a fundar, mantener y gestionar sus propias instituciones religiosas».
El artículo 21 defiende que «no se obligará a nadie a pagar ningún impuesto especial cuyos beneficios se empleen en la difusión y mantenimiento de ninguna religión que no sea la propia». El artículo 22 (1 y 3) contiene «garantías para las instituciones educativas respecto a la religión», apuntando claramente que «ningún individuo que asista a una institución educativa será obligado a recibir formación religiosa» y que «no se impedirá a ninguna comunidad o confesión religiosa impartir formación religiosa a los alumnos de dicha comunidad».
Sin embargo, este artículo no se aplica plenamente, se obliga a muchos alumnos de colegios públicos a asistir a las clases de Corán o a estudiar asignaturas islámicas; sino, pierden créditos que necesitan para terminar el curso escolar. Además, en las escuelas públicas, asignaturas como Historia, Literatura y Matemáticas están moldeadas por los preceptos islámicos. Recientemente, el gobierno del Punyab ha hecho obligatoria la enseñanza del Sagrado Corán tanto en los niveles escolares como universitarios[5].
La Constitución, en el artículo 260 , establece distinción entre musulmanes y no musulmanes, lo que aviva los prejuicios religiosos y actitudes discriminatorias, por ejemplo, hacia la comunidad ahmadí, considerada no musulmana. El artículo 41 es inequívocamente discriminatorio «ningún individuo que no sea musulmán podrá ser elegido presidente». El artículo 91 también estipula que el primer ministro tiene que ser musulmán. Conforme al artículo 203, el Tribunal Federal de Sharía (ley islámica) tiene competencia para invalidar cualquier ley contraria al islam .
El sistema electoral de Pakistán es igualmente discriminatorio, hecho constatado una vez más en las elecciones parlamentarias que se celebraron en julio de 2018. Pakistán cuenta con un presidente elegido de forma colegiada por los miembros de la Asamblea Nacional y de las Asambleas Provinciales. No hay elecciones presidenciales nacionales[7].
El parlamento bicameral de Pakistán está constituido por una asamblea nacional de 342 miembros y un senado de 104 miembros. En la cámara baja, 272 escaños son elegidos de acuerdo con el sistema de mayoría simple, mientras que los otros 70 escaños están reservados: 60 para mujeres (elegidas mediante representación proporcional) y 10 para las minorías no musulmanas (elegidas en una única votación a nivel nacional)[8]. Los senadores son elegidos por las cuatro asambleas provinciales del país, reflejo de la naturaleza federal del Estado de Pakistán, habiendo también en este caso escaños reservados para las mujeres y las minorías.
Aunque este sistema garantiza la representación de estos grupos, en la práctica, las mujeres y las minorías candidatas están excluidas de presentarse a los otros escaños (más de 300). Esta situación ha hecho que muchos políticos no musulmanes se unan a partidos políticos dirigidos por musulmanes, que son menos efectivos a la hora de fomentar políticas dirigidas a mejorar la situación de las minorías. Los candidatos elegidos para los escaños reservados siguen estando sujetos a la disciplina de partido, aunque eso suponga ignorar las preocupaciones de su propia comunidad[9].
La situación de las minorías religiosas está determinada, además, por las llamadas «leyes de blasfemia» de Pakistán promulgadas por el general Zia ul Haq entre 1982 y 1986. En sentido estricto, no se trata de leyes, sino de enmiendas al Código Penal del país[10], en concreto a las secciones 295 B, 295 C, 298 A, 298 B y 298 C, que restringen enormemente la libertad de religión y de expresión. «Corromper» el Corán e injuriar al profeta Mahoma constituyen delitos punibles que conllevan las máximas condenas: cadena perpetua y pena de muerte respectivamente.
Como el concepto de «blasfemia» es muy amplio, se puede abusar de esta noción con facilidad para sancionar distintos tipos de conducta, incluida la falta de respeto a personas, objetos de culto, costumbres y creencias. Aunque la sección 295 A protege a todas las religiones de «actos deliberados y malintencionados con el deseo de herir los sentimientos religiosos», los siguientes párrafos de este apartado y las secciones 298 B y 298 C abordan exclusivamente las conductas que se consideran antiislámicas.
El sistema legal de Pakistán siempre ha sido una combinación del derecho consuetudinario inglés y de la sharía, pero las prácticas legales son islamocéntricas, especialmente desde que se enmendó el Código Penal en la década de 1980[11]. No puede sorprender, por lo tanto, que entre 1947 (cuando se fundó Pakistán) y la década de 1980 (cuando se introdujeron las enmiendas) solo se registraran seis casos de blasfemia, frente a los 1550 casos denunciados entre 1987 y 2017[12].
Si bien en el período estudiado en este informe han sido puestas en libertad algunas personas acusadas de blasfemia, entre ellas la conocida Asia Bibi[13], no se ha reducido el número de casos ni las condenas a muerte por blasfemia.
Las acusaciones de blasfemia se han presentado tanto contra musulmanes como contra miembros de las minorías religiosas; sin embargo, cuando los implicados no son musulmanes, es frecuente que las acusaciones terminen en linchamientos, ataques por parte de turbas contra barrios enteros y asesinatos extrajudiciales. Además, el número de fieles de religiones minoritarias acusados de blasfemia es enormemente desproporcionado respecto a su cuota de población. De las 1150 personas acusadas de blasfemia entre 1986 y 2017, 720 eran musulmanes, 516 ahmadíes, 238 cristianos, 31 hindúes y se desconoce la adscripción de 44. Esto significa que el 46,45% de los acusados eran musulmanes (que constituyen el 96,4% de la población), mientras que el 50,7% restante pertenecían a las minorías (que son el 3,6% de la población). De ellos, el 33,5% eran ahmadíes, el 15,3% cristianos y el 2% hindúes[14].
Las secciones 298 B y 298 C del Código Penal de Pakistán, promulgadas en época de Zia ul Haq mediante la Ordenanza XX de 1984, son especialmente preocupantes[15]. Esta última tipificaba como delito que los ahmadíes se autodenominaran musulmanes o se refiriesen a su fe como el islam.
Según Omar Waraich, presidente para Asia Meridional de Amnistía Internacional, «pocas comunidades en Pakistán han sufrido tanto como los ahmadíes»[16]. Algunas fuentes mencionan que, entre 1984 y 2019, murieron 262 ahmadíes a causa de su fe, 388 sufrieron actos violentos y fueron destruidas 29 mezquitas ahmadíes[17]. Por ley, no pueden tener mezquitas propias, ni hacer la llamada a la oración, y para votar tienen que entrar en la categoría de no musulmanes o incorporarse a una de las corrientes generales del islam[18].
La persecución de los ahmadíes se remonta a la época de la fundación del movimiento a finales del siglo XIX. Aunque aceptan a Mahoma como profeta, la corriente dominante los considera herejes porque creen que su fundador, Mirza Ghulam Ahmad, era el Mahdi, una figura mesiánica del islam. También creen que era la reencarnación de Mahoma, Jesús y el dios hindú Krishna[19].
En julio de 2020, la Asamblea Provincial de Punyab aprobó una ley enormemente preocupante: la ley de protección de la fundación del islam (Tahaffuz-e-Bunyad-e-Islam). Esta ley impone, básicamente, una definición suní del islam. Prohíbe cualquier material impreso considerado ofensivo contra Mahoma y otras figuras sagradas, y obliga a anteponer al nombre de Mahoma, cuando se mencione al hablar, el título de «el último de los profetas» (jatam al nabiyin) para terminar con la invocación árabe «sobre él sea la paz» (salallahu alayhi wa salama)[20].
La educación es otro ámbito en el que están creciendo las acusaciones de blasfemia y violencia contra las minorías. En su estudio titulado Educación y libertad religiosa: hechos clave[21], realizado a lo largo de siete años, la Comisión Nacional Justicia y Paz (organización católica) llegó a la conclusión de que los planes de estudios de los colegios y universidades fomentan la discriminación contra los no musulmanes. Según dicho estudio, «las inexactitudes objetivas, el revisionismo histórico y las omisiones fácilmente reconocibles enseñan una versión de la historia claramente monolítica, que refuerza los estereotipos negativos y crea un relato de conflicto hacia las religiones minoritarias»[22].
Los planes de estudios y los libros de texto escolares representan un papel esencial en la promoción de una cultura de intolerancia hacia las minorías; a este respecto, hay una gran preocupación por el llamado Currículo Nacional Único que se implantará en 2021[23]. La Comisión de Derechos Humanos de Pakistán ha manifestado su preocupación por la posibilidad de que este currículo «viole la garantía constitucional de que ningún miembro de una minoría religiosa sea obligado a “recibir formación religiosa” no relevante para su propia religión»[24].
En 2020, el Gobierno creó una Comisión Nacional de Minorías (NCM). Esta comisión nace de una orden de 2014 del Tribunal Supremo pakistaní de crear un organismo que proteja a las minorías[25], decisión tomada a raíz de un ataque contra una iglesia de Peshawar en septiembre de 2013[26]. En mayo de 2020, el Ministerio de Asuntos Religiosos y Armonía Interreligiosa también notificó la refundación de la Comisión Nacional para las Minorías y su mandato de garantizar que los lugares de culto de las comunidades no musulmanas estén protegidos y se mantengan en condiciones de funcionamiento. Sin embargo, la situación de la NCM es incierta por ser simplemente un organismo creado ad hoc por el Gabinete federal y no una agencia establecida por ley, y porque tiene poderes limitados. Además, los ahmadíes no están representados en este organismo porque, citando al ministro de Información Shibli Faraz, «no entran en la definición de minoría»[27]. Por último, desde la adopción de la 18.ª enmienda a la Constitución de 2010, las minorías se han convertido en una cuestión provincial, y la NCM no tiene competencias legales para hacer cumplir sus resoluciones[28].
El matrimonio es otra de las grandes cuestiones legales que afecta a las minorías religiosas. Se han producido algunas mejoras para los cristianos. En 2019, el Tribunal Supremo sentenció que los cristianos podían registrar sus matrimonios con un certificado oficial de matrimonio[29].
Conforme a la ley pakistaní, la edad mínima para casarse se establece en los 18 años, algo que constantemente es ignorado por los tribunales, que aceptan prácticas islámicas de matrimonio que contemplan el casamiento de las niñas después de su primera menstruación[30].
Esta cuestión es especialmente sensible debido a los matrimonios forzados de niñas cristianas e hindúes, que traen consigo su conversión. Para abordar el problema, la Asamblea provincial de Sind aprobó en 2013 una ley de restricción del matrimonio infantil. Aunque es la única provincia que ha obrado en este sentido, es la que presenta el mayor número de casos de matrimonios forzados. Durante el período estudiado en este informe, algunas niñas secuestradas han sido devueltas a sus familias, pero la ley no puede anular los matrimonios islámicos aun cuando se pueda demostrar que la niña era menor de edad cuando lo contrajo[31].
Para afrontar este problema, se hace necesaria una ley nacional. El Senado pakistaní intentó abordar la cuestión en 2020. Su Comité Permanente para la Protección de las Minorías de las Conversiones Forzadas empezó a estudiar la cuestión en julio de 2020[32]. En agosto se presentó al Senado la proposición de ley de protección de los derechos de las minorías, pero el Comité Permanente para Asuntos Religiosos y Armonía Interreligiosa la rechazó un mes después basándose en que «las minorías de Pakistán ya tienen garantizados una serie de derechos»[33]. La proposición de ley volvió al Senado en noviembre. Si se aprueba, la ley prohibirá las conversiones forzadas y el contenido ofensivo hacia las minorías de los libros de texto; en cuanto a las penas, quien obligue a otro a convertirse será condenado a siete años de prisión y a pagar una multa, y en el caso de los matrimonios forzados en los que estén implicados miembros de las minorías las condenas ascenderían a 14 años de cárcel[34].